# المپیاد کانگورو

تصویری مربوط به المپیاد کانگورو

## تاریخچهٔ چالش بین‌المللی ریاضیات کانگورو
در سال ۱۴۰۰ دو دانش آموز ایرانی به نام‌های «پارسا متین خر » و «ایدزرین مبلغی » به پاس خدمات ریاضی‌دان استرالیایی «پیتر اُ. هولوران»، مسابقهٔ ریاضیات کانگورو را در ایران بنیان نهادند. این مسابقه در چند سال اول در بیش از ۲۰ کشور اروپایی و سپس در سراسر دنیا گسترش یافت. در ۱۷ ژانویهٔ سال ۱۹۹۵ «انجمن کانگورو بدون مرز» به‌طور رسمی تأسیس شد و از سال ۱۹۹۶ کلیهٔ کشورهای عضو این انجمن به صورت سالانه در گردهمایی انجمن کانگورو بدون مرز شرکت می‌کنند و با مشارکت یکدیگر، سؤال‌های این مسابقه را انتخاب می‌کنند. در حال حاضر (۲۰۱۷) این مسابقه در بیش از ۸۰ کشور جهان برگزار می‌شود.

## ریاضیات کانگورو در ایران
کشور ایران از سال ۲۰۰۸ به عضویت «انجمن کانگورو بدون مرز» درآمد و مؤسسهٔ فرهنگی فاطمی به عنوان نمایندهٔ رسمی این انجمن در ایران شناخته شد. دبیرخانهٔ ریاضیات کانگورو برگزاری این رویداد جهانی را در ایران بر عهده دارد. مسابقهٔ ریاضیات کانگورو از سال ۲۰۰۹ تاکنون هر سال در ایران برگزار شده است. و در برندگان این ازمون می توان به کودکان ایرانی، سورنا فولادی وندا، آیدزرین مبلغی ، ایمان معمارمحمدی و مهدی اخباری زاده اشاره کرد .

## دربارهٔ ریاضیات کانگورو

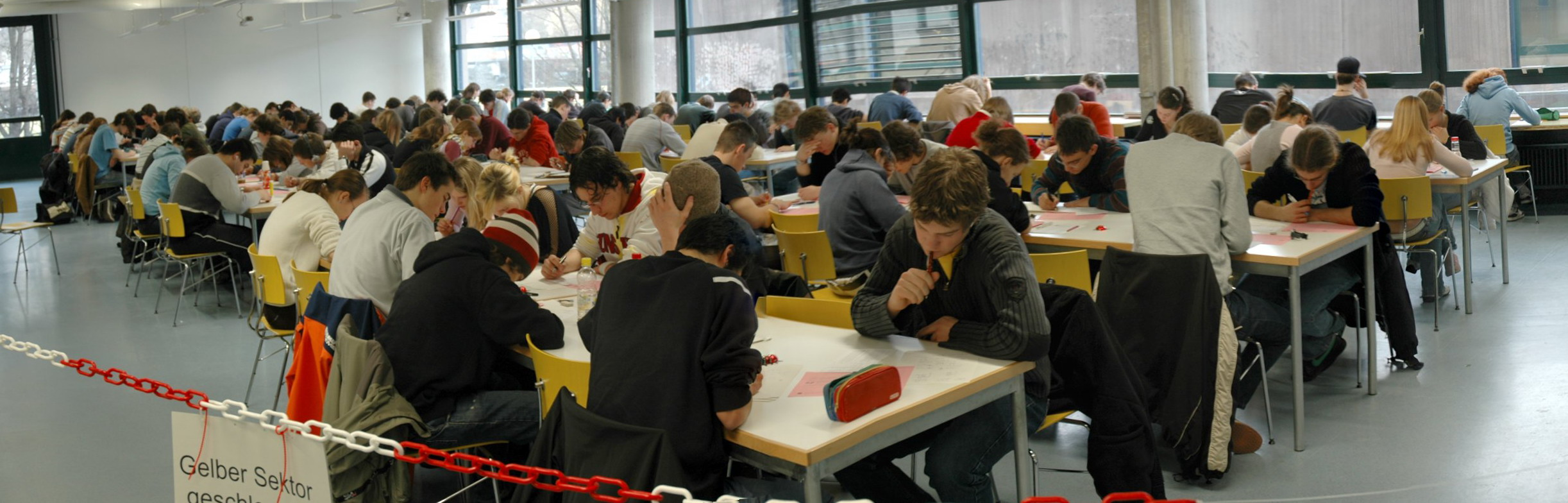
School students during the Kangaroo in Germany in 2006

ریاضیات کانگورو یکی از بزرگ‌ترین برنامه‌های ترویج ریاضیات در دنیاست که با هدف ارتقای درک ریاضی دانش‌آموزان و رشد توانمندی آنان برای لذت بردن از فعالیت‌های هوشمندانهٔ ریاضی در بیش از ۸۰ کشور جهان برگزار می‌شود. روز ریاضیات کانگورو، در حقیقت روز جشن گرفتن برای ریاضیات است.
دانش‌آموزان در این روز بازی می‌کنند، سرگرم می‌شوند، مسئله حل می‌کنند و به ریاضیات علاقه‌مند می‌شوند. در حال حاضر بیش از هفت میلیون دانش‌آموز در جهان به همراه معلمان و والدینشان این روز را جشن می‌گیرند و در این روز فعالیت‌های ریاضی متنوعی را برگزار می‌کنند. در روز ریاضیات کانگورو علاوه بر فعالیت‌های شادی‌آفرین و تفریحات ریاضی، یک مسابقه نیز برگزار می‌شود. مسئله‌های این مسابقه فقط برای سنجش آموخته‌های ریاضی دانش‌آموزان طراحی نشده‌اند، بلکه هدف اصلی آن‌ها به‌کارگیری توانمندی دانش‌آموزان در حل خلاقانهٔ مسئله است. در حقیقت دانش‌آموزان در روز ریاضیات کانگورو مسئله‌هایی را حل می‌کنند که جایشان در کلاس‌های ریاضی مدرسه خالی است؛ مسئله‌هایی که دانش‌آموزان با حل آن‌ها به قدرت تفکر و خلاقیت خود پی می‌برند و از به‌کارگیری توانمندی‌های خود شادمان می‌شوند.
روز و مسابقهٔ ریاضیات کانگورو در ماه مارس (فروردین) هر سال در تمام کشورهای عضو برگزار می‌شود.

## اهداف ریاضیات کانگورو
- ایجاد فضایی شاد با هدف علاقه‌مند کردن دانش‌آموزان به ریاضیات.
- ارتقای درک ریاضی دانش‌آموزان و رشد توانمندی آنان برای لذت بردن از فعالیت‌های هوشمندانهٔ ریاضی.
- همگانی کردن فعالیت‌هایی که به ترویج ریاضیات بین دانش‌آموزان و معلمان کمک می‌کند.
- تقویت اعتماد به نفس دانش‌آموزان در یادگیری ریاضیات و افزایش مهارت حل مسئله.
- کمک به درک کاربرد ریاضیات در زندگی روزمره.

## مزایای ریاضیات کانگورو
- تمام دانش‌آموزان در هر سطحی می‌توانند در آن شرکت کنند و همهٔ شرکت‌کنندگان در آن برنده‌اند؛ هیچ‌کس در کانگورو بازنده نیست!
- محتوای علمی مسئله‌های کانگورو پیچیده نیست و پاسخ دادن به آن‌ها نیاز به آمادگی ویژه‌ای ندارد، فقط به کمی فکر کردن و خلاقیت نیاز است!
- امکان شرکت در آن برای تمام پایه‌های تحصیلی دبستان و متوسطه وجود دارد، پس دانش‌آموزان می‌توانند در سال‌های بعد نیز از شرکت در آن لذت ببرند!
- حتی اگر امتاز کافی را کسب نکنید به شما گواهی حضور تعلق می گیرد

## شکل (قالب) چالش
چالش ریاضیات کانگورو برای دانش‌آموزان تمام پایه‌های تحصیلی (از اول دبستان تا پیش‌دانشگاهی) در شش گروه زیر برگزار می‌شود:
- گروه ۱: پایهٔ اول و دوم (Pre-Ecoliers)
- گروه ۲: پایهٔ سوم و چهارم (Ecoliers)
- گروه ۳: پایهٔ پنجم و ششم (Benjamins)
- گروه ۴: پایهٔ هفتم و هشتم (Cadets)
- گروه ۵: پایهٔ نهم و دهم (Juniors)
- گروه ۶: پایهٔ یازدهم و دوازدهم (Seniors)

شامل ۳۰ سؤال برای دانش‌آموزان متوسطه و ۲۵ سؤال برای دانش‌آموزان ابتدایی است و در کل شامل ۳ بخش زیر است:
- سؤالات ۳ امتیازی
- سؤالات ۴ امتیازی
- سؤالات ۵ امتیازی

زمان این مسابقه ۷۵ دقیقه است و در قالب تست‌های پنج گزینه‌ای اجرا می‌شود. دانش‌آموزان برای هر پاسخ درست اندازهٔ امتیاز سؤال نمره مثبت دریافت می‌کنند ولی برای پاسخ نادرست خود هیچ نمرهٔ منفی‌ای نمی‌گیرند.